# Liste des volcans d'Iran
Cette liste contient tous les volcans d'Iran ayant été au moins une fois en activité durant le Quaternaire. 

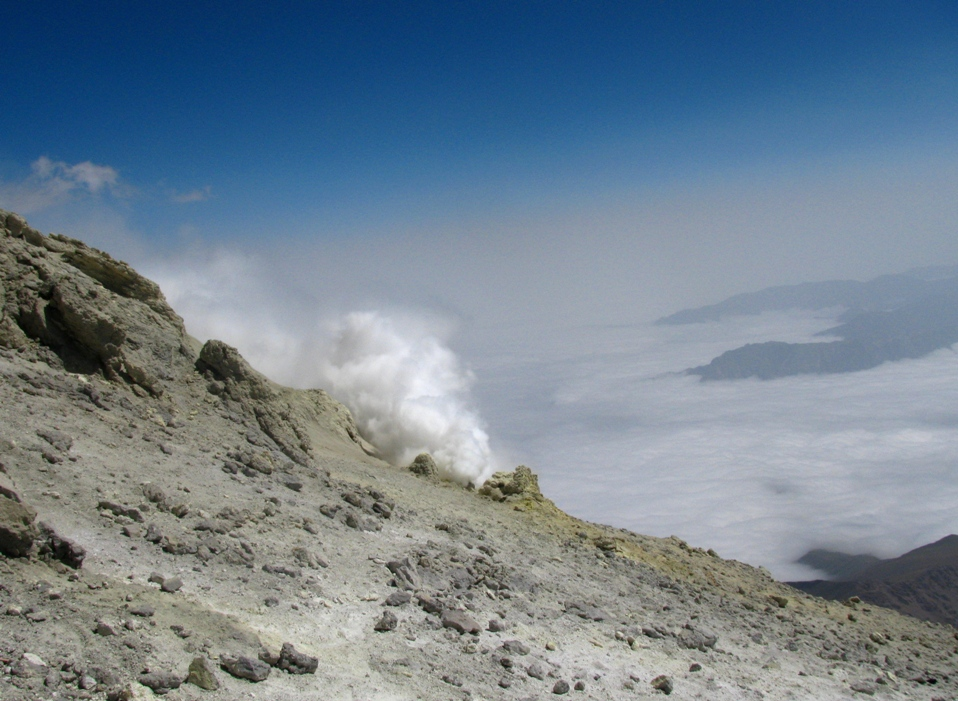
Une fumerolle près du sommet du mont Damavand.

| Nom              | Photo                        | Altitude | Altitude | Lieu                         | Dernière éruption        |
| Nom              | Photo                        | mètres   | pieds    | Coordonnées                  | Dernière éruption        |
| ---------------- | ---------------------------- | -------- | -------- | ---------------------------- | ------------------------ |
| Bazman           |                              | 3503     | 11,450   | 28° 04′ N, 60° 00′ E         | -                        |
| Damavand         | Damavand (5,610 m)           | 5671     | 18,602   | 35° 57′ 04″ N, 52° 06′ 32″ E | 5350 av. J.-C. ± 200 ans |
| Qal'eh Hasan Ali |                              | -        | -        | 29° 24′ N, 57° 34′ E         | Holocène                 |
| Savalan          | Mont Savalan en juillet 2006 | 4811     | 15,784   | 38° 15′ N, 47° 55′ E         | Holocène                 |
| Sahand           | Image NASA Space Shuttle     | 3707     | 12,162   | 37° 45′ N, 46° 26′ E         | Holocène                 |
| Sar'akhor        |                              | -        | -        |                              | Pliocène                 |
| Taftan           |                              | 3941     | 12,926   | 28° 36′ N, 61° 08′ E         | Holocène                 |
| Shahsavaran      |                              | -        | -        | 28° 10′ N, 59° 06′ E         |                          |

## Sources
- (en) Masoud Eshaghpour, Iranian Quaternary volcanoes map (lire en ligne)